# 愚人颂

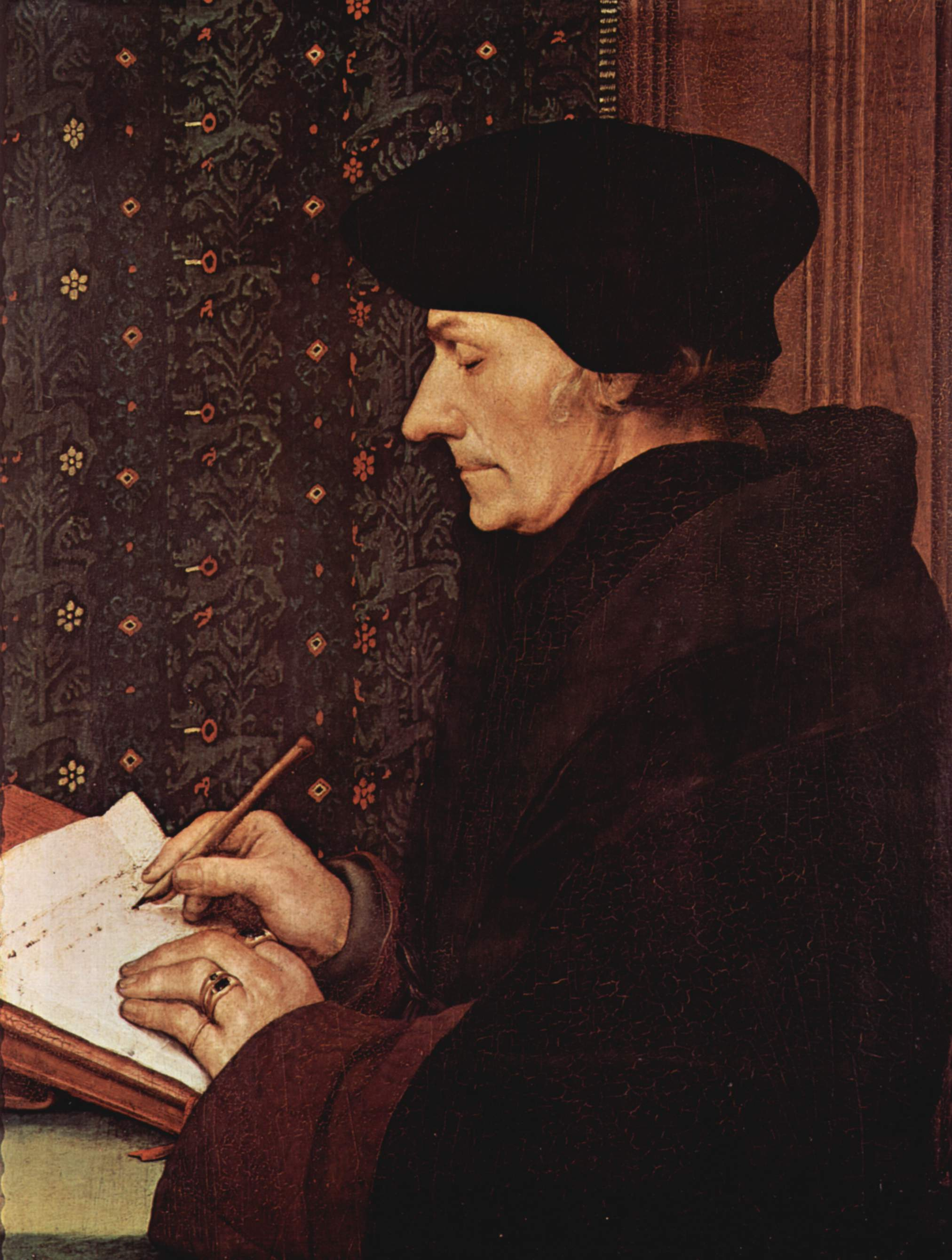
伊拉斯莫斯像，由小漢斯·霍爾拜因 於1523年所繪

《愚人頌》，又譯《愚神禮讚》、《傻之頌讚》，為荷蘭神學家、人文主義思想家伊拉斯莫斯在1509年撰寫、1511年出版的拉丁文諷刺作品，全文以第一人稱撰寫。其創作靈感源自義大利人文主義學者Faustino Perisauli諷刺歐洲傳統迷信和教會腐敗的文章，並彙整了伊拉斯莫斯自身遊歷歐洲時，對各地宗教現象的所見所思，對羅馬教廷與君主制度的中世紀晚期世態予以批判。該書被認為是文藝復興時期最著名的作品之一，同時促進了新教改革運動的發展。由於此書引起的風波，曾使伊拉斯謨本人被視為違背教會，愚人頌當時亦在某些地區被列為禁書或限制發售。

## 作者
生於鹿特丹的伊拉斯謨一生都在天主教教會體系內任職，以愚人誦為首，撰寫了許多抨擊教會腐敗的文章。創作愚人頌時，伊拉斯謨寄宿於英格蘭政治、哲學家湯瑪斯·摩爾的倫敦的家中，兩人於一周時間中共同討論、完善了愚人誦的初稿。伊拉斯謨利用希臘語中「愚人」一詞將該書命名為『Moriae Encomium』，亦有《摩爾頌 (In Praise of More)》的雙關含意在。在日後給摩爾的親筆信中，伊拉斯謨提到：「...因為你姓「莫爾」（more），這個詞語希臘詞「愚人」（moria）相似得近在咫尺，可與你的實際情況又遠在天涯。」 
伊拉斯謨其他著名作品還有《基督教騎士手冊》、《論兒童的教養》以及他整理翻譯的《新約聖經》新拉丁文版和希臘文版。

## 寫作手法
《愚人頌》模仿古希臘文學家琉善的諷刺筆法，藉「愚神」摩利亞（Moriae）之口在大眾面前展開演說，以自嘲的形式袒露自己對現狀的不滿，檢討「賢人」的所作所言。從評論希臘諸神的長短開始，以情境或譬喻的手法諷刺世人貪財做作，及後更直言君王斂財、朝臣諂媚、教士放蕩濫用教義、學者碌碌咬文嚼字等醜態，抨擊人們已經迷失於世俗爭鬥中，歪曲並漠視了道德與精神。
書中也時常引用聖經段落，反覆讚揚「愚蠢」，暗示直言真話的困難與可貴，並抒發作者對當時羅馬教廷的失望。文末，伊拉斯謨列舉了他對當時天主教各項繁文縟節的不滿，並寫下「沒有人永遠明智——也沒有人永遠痴愚（No Man is wise at all Times, or is without his blind Side）」暗示愚神所言非愚。

## 內容簡介
愚人頌的開端由愚神的話語開始，講到愚神的力量足以讓觀眾看到她，便笑逐顏開，接著愚神解釋自己為何穿著奇裝異服，並且歌頌「自己」的厲害，且屏棄哲學家或敬賢者這種害人害己的頭銜，並對自以為聰明蓋世、自誇自讚的人感到不以為然，認為這些人自大愚蠢，但只要他們認為自己和他們口中的角色配稱就行。
接下來愚神開始介紹自己的出身，生父是普路托斯（富饒之神），且母親是青春女神，並且自己身邊有自負、諂媚、遺忘、懶散、享樂、狂熱、放蕩、歡宴、沉睡這些同伴，協助她統治世界。
愚神一一說明她的能力(愚蠢)是多麼厲害，愚蠢才能帶來生活的樂趣以及幸福，愚蠢能夠創造友誼，也創造夫妻婚姻關係的和諧，使人自信、自愛，使得人們活在世上更和睦，並且感到滿足。以自嘲的形式袒露自己對現狀的不滿，檢討「賢人」的所作所言：接著愚神開始抨擊哲人，即使哲人們想講些什麼高論，卻因為被群眾打斷而無法講出，因為哲人的生活、思想早已背離日常，顯現出哲人有用的想法只能存在腦中，無法在日常實踐。也因此賢人的理智無助於統治人民，他們的意見也不為人所接受。而是荒謬絕倫的東西使得百姓崇拜、信服。但崇拜主義本身即是愚蠢的，而接受崇拜且感到沾沾自喜的人(如國王、教宗，以及那些外人看似德高望重的人)更加愚蠢。
而之所以愚人比賢人更加幸福，主要有兩個原因：第一，愚人能夠真實面對自己的本性。愚神認為，跟隨自然、安於本分、不逾越自己天賦侷限的生物是最為幸福的，而愚人就是如此生活。反之，賢人則是為了追求學識而犧牲了幸福。愚人會直接說出說他們腦中所想的，但賢人卻有兩根舌頭，除了說真話以外，也時常說出違心的場面話。第二，愚人雖然看似瘋狂、不正常，但這些都只是外人的評價，對他們個人而言，愚蠢是有助於擺脫痛苦的。透過陷入瘋狂，人們得以逃避生活上的艱難與辛苦，甚至是原諒自己犯過的罪惡。雖然這些行為無論是自欺還是受騙，都會被旁人認為是可悲的、不幸的，但愚神卻不以為然，認為幸福與否本來就是憑主觀感受決定，而非客觀事實。
接著，愚神便開始批判起了當前的社會亂象。認為大多數高高在上的人都表裡不一。首先，是學者們內在明明相當愚蠢，外在卻以擁有知識與智慧自居。比如：法學家往往為了爭強好勝而與他人爭吵不休，卻忽視了真理；哲學家自以為了解大自然中的一切，但其實他們根本缺乏確實的證據；神學家只依照自己想要相信的去解釋一切事情，因此他們的理論中存在許多違背常識的歪理而且內容常存在許多模糊不清的地方。以情境或譬喻的手法諷刺世人貪財做作，及後更直言君王斂財、朝臣諂媚、教士放蕩濫用教義；其次，宗教與政治人物的外在身分都具有精神或道德意涵，但挖掘其內在和實際作為，會發現他們只是一群重視私慾的愚人罷了。比如：基層教士只重視各種細微瑣碎的儀式與裝扮，實際上卻是一群文化水準相當低、且貪杯好色之徒。高層教士則忘記了自身照顧教民的責任，只在乎自己的私人利益。基督教會甚至願意大開殺戒以鞏固自身權威，完全違背基督教慈愛的根本精神。君王和臣子也大同小異，他們身上穿戴的珠寶首飾，都象徵一向高貴的品格，卻沒有一個政治人物真正實踐它們。
上述的這種愚蠢，能夠讓人享受更好的物質生活，包含金錢、權力、人脈等等。反之，有智慧的賢人便無法獲得這些慾望上的滿足。但在文章最後，愚神展示了一種有別於當時人們的一種愚蠢，也就是放棄肉體的享受，轉而注重精神。作者以舉出希臘哲學家和基督教的論點說明，當人放棄物質、放下慾望，看起來的確相當異常且愚蠢，但卻能得到精神上的終極解脫。

## 影響
該書出版後大受歡迎，被翻譯成捷克語、法語、德語、英語等版本，據說盜版銷量甚至合計達數十萬冊。傳言教宗利奧十世、弗朗西斯科·希梅內斯主教等教廷重要人士也認同該書饒有趣味，其反響遠超出伊拉斯謨所預期。而該書誘發的宗教改革浪潮，反而令他本人在後半生感到困擾。由於該書對教皇以及各國王室、聖職者、學者的批判，許多地區限制此書的發售，改為刊行刪減版。

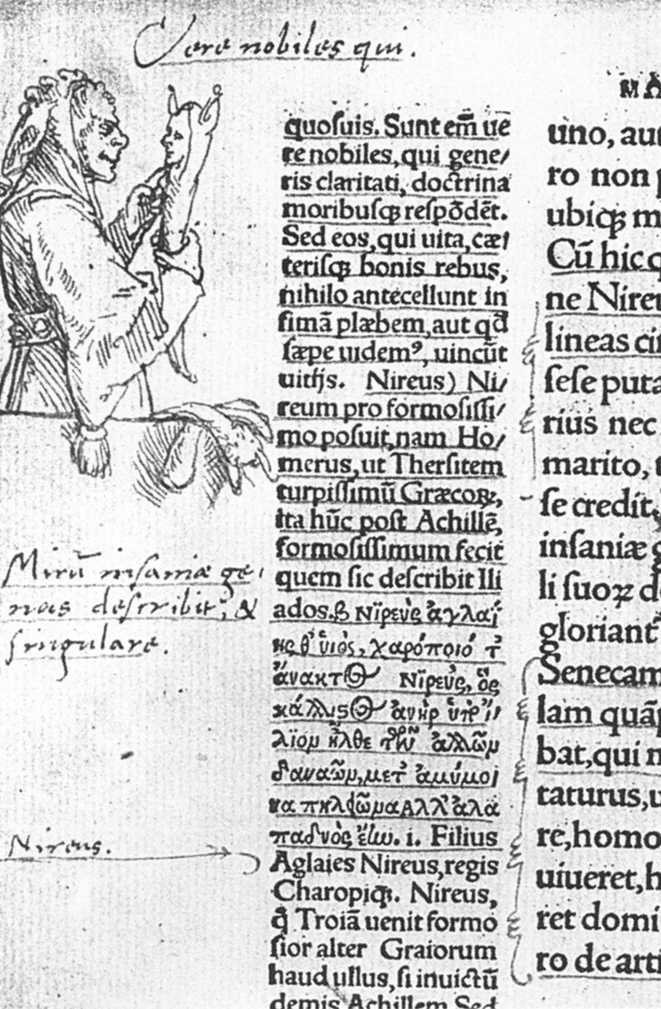
《愚人頌》巴塞爾版本，圖為伊拉斯謨收藏的1515年首刷版（現存於瑞士巴塞爾版畫素描博物館）

除宗教或政治外，該書也在文化領域產生相當影響，在伊莉莎白一世時代，《愚人頌》成為英國文法學校的熱門讀本。而於1515年出版，由伊拉斯謨好友小漢斯·霍爾拜因插繪的巴塞爾版愚人頌，則被認為是插圖最優秀的版本。